# پادشاهک
پادشاهک (نام علمی: Lexias) نام یک سرده از زیرخانواده دریابدها است.